# Verband Verkehr und Logistik Berlin und Brandenburg
Der Verband Verkehr und Logistik Berlin und Brandenburg e.V. (VVL) ist ein eingetragener Verein mit Sitz in Berlin, dem aktuell ca. 150 „Ordentliche Mitglieder“ mit rund 12.000 Mitarbeitern angehören. Er wird im Vereinsregister beim Amtsgericht Berlin-Charlottenburg unter der Nummer VR 4965 geführt.

## Geschichte
Der Verband wurde am 3. November 1948 in Berlin als „Verein des Berliner Speditions- und Möbeltransportgewerbes im amerikanischen und britischen Sektor“ gegründet. Die Gründungsgeschäftsstelle befand sich in der Bergstraße 91 (Berlin-Steglitz).
Bereits 1947 gab es von Seiten einiger Berliner Spediteure die Absicht, eine Gewerbeorganisation aufzubauen. Diese wurde als „Arbeitsgemeinschaft Berliner Spediteure“ gebildet, der etwa 60 Unternehmen angehörten. Allerdings musste diese ihre Tätigkeit bereits nach wenigen Monaten wieder einstellen, da das politische Klima (besetzte Sektoren Berlins, die sich abzeichnende politische Teilung in West und Ost und schließlich die Blockade der West-Bezirke Berlins) die Bildung privater Arbeitgeberorganisationen noch nicht zuließ.
Zur Zeit seiner Gründung konnte der Verband trotz einer erneuten Änderung des Namens in „Verein Berliner Spediteure e.V.“ aufgrund der Sektorengrenzen nur im jeweils lizenzierten Sektor aktiv werden. Der Gesamtverein erhielt seine Zulassung vom Magistrat erst am 30. Juli 1949.
Obwohl nach Gründung der BRD und der DDR Ende 1949 zwei getrennte Staaten bestanden und der Verein für den sowjetischen Sektor keine Zulassung erhielt, hatten die privaten Betriebe im Ostteil Berlins und im näheren Umland regen Anteil am Geschehen im Verein. Dies änderte sich erst mit dem Mauerbau im Jahr 1961.
Erst der Fall der Mauer im Jahr 1989 ermöglichte dem Verein, wieder in den ehemaligen Ost-Bezirken tätig zu sein. Aufgrund der bereits damals schon engen Verknüpfung mit dem brandenburgischen Umland erfolgte im Rahmen der Mitgliederversammlung am 13. November 1990 die Umbenennung in „Verband der Spediteure Berlin und Brandenburg e.V.“ Eine weitere Umbenennung des Verbandes in „Verband Verkehr und Logistik Berlin und Brandenburg e.V.“ erfolgte im Rahmen der Mitgliederversammlung 2004; dieser Name ist seit dem 7. April 2005 im Vereinsregister eingetragen.
Parallel zum Verband wurde Anfang des Jahres 1996 die „Berlin-Brandenburgische Speditions-Servicegesellschaft mbH“ (BSG) gegründet, die eine hundertprozentige Tochter des Verbandes ist (HRB 59498). Deren Zweck ist es, ein effektives Marketing der Mitglieder des Verbandes zu ermöglichen, aber auch allgemein wirtschaftlich tätig sein zu können. Heute spielt vor allem der Bereich Aus- und Weiterbildung die Hauptrolle für die Aktivitäten der Servicegesellschaft. Über diese bietet der Verband beispielsweise die Aufstiegsfortbildung zum Geprüften Fachwirt/zur Geprüften Fachwirtin für Güterverkehr und Logistik an und ist über die BSG auch selbst Ausbildungsbetrieb für die Ausbildungen zum Kaufmann/zur Kauffrau für Spedition und Logistikdienstleistung, zur Fachkraft für Lagerlogistik, zum Fachlageristen und zum Kaufmann/zur Kauffrau für Büromanagement.

## Verbandszweck
Der VVL ist ein Berufs- und Arbeitgeberverband des Speditions- und Logistikgewerbes, dem Spediteure, Möbelspediteure und Logistikbetriebe angehören. Als solcher ist er auch Tarifpartner der Gewerkschaft ver.di in Berlin und Brandenburg.
Der Verbandszweck ist die Beratung seiner Mitglieder im Rahmen der beruflichen, sozialen und gewerbepolitischen Interessen, die Vertretung dieser Mitgliederinteressen gegenüber Politik, Verwaltung, Wirtschaftsorganisationen, Medien und Arbeitnehmervertretungen sowie die Wahrnehmung gesetzlicher Rechte. Der Verband tritt weiterhin als Mittler zwischen den Mitgliedern beim Austausch von Erkenntnissen und Erfahrungen auf.

## Aufbau und Mitgliedschaft
Die Mitgliedschaft im Verband kann jeder in Berlin und Brandenburg ansässige oder niedergelassene Verkehrsgewerbetreibende für sein(e) Unternehmen und sich persönlich bzw. einen Bevollmächtigten erwerben. Es können auch außerordentliche und fördernde Mitgliedschaften gewährt werden. Ebenso ist eine Mitgliedschaft mit oder ohne Tarifbindung möglich.
Der VVL gliedert sich in die Fachvereinigungen Spedition, Möbelspedition, Logistik und Güterverkehr, die jeweils in gesonderte Fachsparten unterteilt sind. Diesen Fachsparten stehen ehrenamtliche Unternehmensvertreter vor. Gemeinsam bilden die Vorsitzenden der Fachsparten den Gesamtvorstand. Dieser wiederum ernennt aus seiner Mitte den geschäftsführenden Vorstand.
Darüber hinaus existieren gesonderte Kommissionen wie eine für Verhandlungen mit den Gewerkschaften, eine Kommission für Berufsausbildung und ein Arbeitskreis junger Führungskräfte.

## Aktivitäten
Der Verband ist in den Verkehrsausschüssen der Industrie- und Handelskammern Berlin und Potsdam sowie den Prüfungsausschüssen der Industrie- und Handelskammern Potsdam und Ostbrandenburg (Frankfurt/Oder) für die Kaufleute für Spedition und Logistikdienstleistung aktiv. Des Weiteren ist der VVL Mitglied der „Unternehmensverbände Berlin-Brandenburg“, Mitglied im „LogistikNetz Berlin-Brandenburg“, Charta-Mitglied der Initiative „Berlin-sicher-mobil“, sowie Unterstützer der Initiative „Wirtschaft pro A100“.

## Mitgliedschaft in Bundesverbänden
Es bestehen folgende Mitgliedschaften in Bundesverbänden des Gewerbes:
- DSLV Bundesverband Spedition und Logistik e.V.
- Bundesverband Möbelspedition und Logistik (AMÖ) e.V.